# Campeonato Cazaque de Futebol de 2023 – Primeira Divisão
A Liga de Futebol Profissional do Cazaquistão de 2023, popularmente conhecida como Premier League Cazaque de 2023 ou simplesmente como Premier League, é a 32.ª edição da liga masculina entre clubes profissionais equivalente à primeira divisão do futebol masculino da República do Cazaquistão.

## Regulamento
A Premier League do Cazaquistão é composta por 14 times. O sistema de disputa é o de pontos corridos, de forma contínua, em turno e returno, totalizando 26 partidas por equipe. A liga usa um sistema padrão de 3 pontos por vitória, 1 ponto por empate e 0 pontos por derrota. Sagrando-se campeão o clube que acumular o maior número de pontos ganhos em toda a disputa.

### Rebaixamentos
Os três últimos colocados na classificação final do campeonato serão rebaixadas para a Primeira Liga do Cazaquistão (nome da segunda divisão cazaque) de 2024.

### Vagas para outras competições
A classificação de clubes às competições da UEFA de 2024–25 (Liga dos Campeões, Liga Europa e Liga Conferência) observará as situações abaixo identificadas, considerando as vagas previstas:
1. O campeão se classifica para a primeira pré-eliminatória da Liga dos Campeões;
2. O vice-campeão garante vaga na segunda pré-eliminatória da Liga Conferência Europa.
3. O terceiro colocado se classifica para a primeira pré-eliminatória da Liga Conferência Europa.[2][4]

## Participantes
| Clube     | Localização | Estádio                                |
| --------- | ----------- | -------------------------------------- |
| Aksu      | Pavlodar    | Estádio Central de Pavlodar            |
| Aktobe    | Aqtöbe      | Estádio Central de Aktobe              |
| Astana    | Astana      | Astana Arena                           |
| Atyrau    | Atyrau      | Estádio Munayshi                       |
| Caspiy    | Aktau       | Estádio Zhastar                        |
| Kairat    | Almati      | Estádio Central de Almati              |
| Kaisar    | Qyzylorda   | Estádio Gany Muratbayev                |
| Kyzylzhar | Petropavl   | Estádio Karasai                        |
| Maktaaral | Atakent     | Estádio Alpamys Batyr                  |
| Okzhetpes | Kokshetau   | Estádio Okzhetpes                      |
| Ordabasy  | Shymkent    | Estádio Central Kazhimukan Munaitpasov |
| Shakhter  | Qaraghandy  | Estádio do Shakhter                    |
| Tobol     | Qostanay    | Estádio Central de Kostanay            |
| Zhetysu   | Taldykorgan | Estádio do Zhetysu                     |

| Fonte: PFLK — Soccerway.com |

## Classificação
| Pos | Equipe             | Pts | J  | V  | E | D  | GP | GC | SG  | Classificação ou Rebaixamento                        |
| --- | ------------------ | --- | -- | -- | - | -- | -- | -- | --- | ---------------------------------------------------- |
| 1   | Ordabasy           | 49  | 21 | 15 | 4 | 2  | 41 | 16 | +25 | Primeira pré-eliminatória da Liga dos Campeões       |
| 2   | Aktobe             | 44  | 22 | 12 | 8 | 2  | 39 | 20 | +19 | Segunda pré-eliminatória da Liga Conferência Europa  |
| 3   | Astana             | 43  | 21 | 13 | 4 | 4  | 26 | 17 | +9  | Primeira pré-eliminatória da Liga Conferência Europa |
| 4   | Kairat             | 38  | 22 | 11 | 5 | 6  | 39 | 30 | +9  |                                                      |
| 5   | Kyzylzhar          | 37  | 21 | 11 | 4 | 6  | 22 | 17 | +5  |                                                      |
| 6   | Atyrau             | 29  | 22 | 7  | 8 | 7  | 22 | 26 | −4  |                                                      |
| 7   | Tobol              | 28  | 20 | 8  | 4 | 8  | 21 | 26 | −5  |                                                      |
| 8   | Kaisar             | 27  | 22 | 7  | 6 | 9  | 26 | 27 | −1  |                                                      |
| 9   | Zhetysu            | 25  | 22 | 7  | 4 | 11 | 21 | 31 | −10 |                                                      |
| 10  | Shakhter Karagandy | 24  | 22 | 6  | 6 | 10 | 27 | 31 | −4  |                                                      |
| 11  | Maktaaral          | 21  | 20 | 6  | 3 | 11 | 23 | 26 | −3  |                                                      |
| 12  | Okzhetpes          | 21  | 21 | 6  | 3 | 12 | 20 | 29 | −9  |                                                      |
| 13  | Caspiy             | 15  | 22 | 3  | 6 | 13 | 24 | 39 | −15 | Rebaixados para a segunda divisão                    |
| 14  | Aksu               | 15  | 22 | 4  | 3 | 15 | 20 | 36 | −16 | Rebaixados para a segunda divisão                    |

## Resultados
| Mandante \ Visitante | AKS    | AKT    | AST    | ATY    | CAS    | KRT    | KSR    | KYZ    | MAK    | OKZ    | ORD    | SHA    | TOB    | ZHE    |
| -------------------- | ------ | ------ | ------ | ------ | ------ | ------ | ------ | ------ | ------ | ------ | ------ | ------ | ------ | ------ |
| Aksu                 | —      | 1–1    | 0–1    | 4–1    | 0–1    | 1–3    | 30 Set | 0–2    | 2–1    | 0–1    | 0–1    | 2–1    | 28 Out | 2–1    |
| Aktobe               | 2–1    | —      | 30 Set | 4–0    | 0–0    | 4–2    | 1–0    | 1–3    | 1–1    | 5–1    | 2–1    | 2–0    | 1–1    | 28 Out |
| Astana               | 1–0    | 1–4    | —      | 0–0    | 3–1    | 0–3    | 1–1    | 3–2    | 2–0    | 27 Set | 2–0    | 2–1    | 2–1    | 21 Out |
| Atyrau               | 2–1    | 0–0    | 0–0    | —      | 1–0    | 28 Out | 2–1    | 0–0    | 30 Set | 0–4    | 1–1    | 2–1    | 3–0    | 0–1    |
| Caspiy               | 3–1    | 2–2    | 1–2    | 1–1    | —      | 30 Set | 1–3    | 1–2    | 0–2    | 2–1    | 28 Out | 1–1    | 0–1    | 1–2    |
| Kairat               | 21 Out | 2–1    | 1–0    | 2–2    | 3–1    | —      | 0–3    | 3–0    | 2–2    | 2–1    | 2–2    | 23 Set | 3–0    | 2–3    |
| Kaisar               | 2–2    | 0–1    | 1–2    | 21 Out | 23 Set | 0–0    | —      | 0–1    | 0–2    | 0–1    | 2–3    | 2–1    | 1–0    | 1–1    |
| Kyzylzhar            | 1–0    | 23 Set | 1–0    | 1–0    | 1–1    | 2–1    | 28 Out | —      | 1–0    | 30 Set | 0–1    | 1–1    | 27 Set | 1–0    |
| Maktaaral            | 23 Set | 1–2    | 0–1    | 0–1    | 3–1    | 3–1    | 2–2    | 21 Out | —      | 0–1    | 1–2    | 3–1    | 30 Jul | 1–2    |
| Okzhetpes            | 3–0    | 21 Out | 0–0    | 23 Set | 3–3    | 0–1    | 0–1    | 0–1    | 28 Out | —      | 0–4    | 1–1    | 1–2    | 2–1    |
| Ordabasy             | 2–0    | 1–1    | 23 Set | 2–1    | 3–1    | 1–0    | 4–0    | 2–1    | 27 Set | 1–0    | —      | 21 Out | 4–1    | 2–0    |
| Shakhter Karagandy   | 2–1    | 0–1    | 28 Out | 2–2    | 1–0    | 1–1    | 2–2    | 1–0    | 3–0    | 2–0    | 1–4    | —      | 30 Set | 0–1    |
| Tobol                | 3–1    | 2–2    | 0–1    | 1–0    | 21 Out | 2–3    | 0–2    | 1–0    | 1–0    | 2–0    | 0–0    | 2–1    | —      | 23 Set |
| Zhetysu              | 1–1    | 0–1    | 0–2    | 0–2    | 3–2    | 1–2    | 0–2    | 1–1    | 0–1    | 1–0    | 30 Set | 1–3    | 1–1    | —      |